# Điều dưỡng

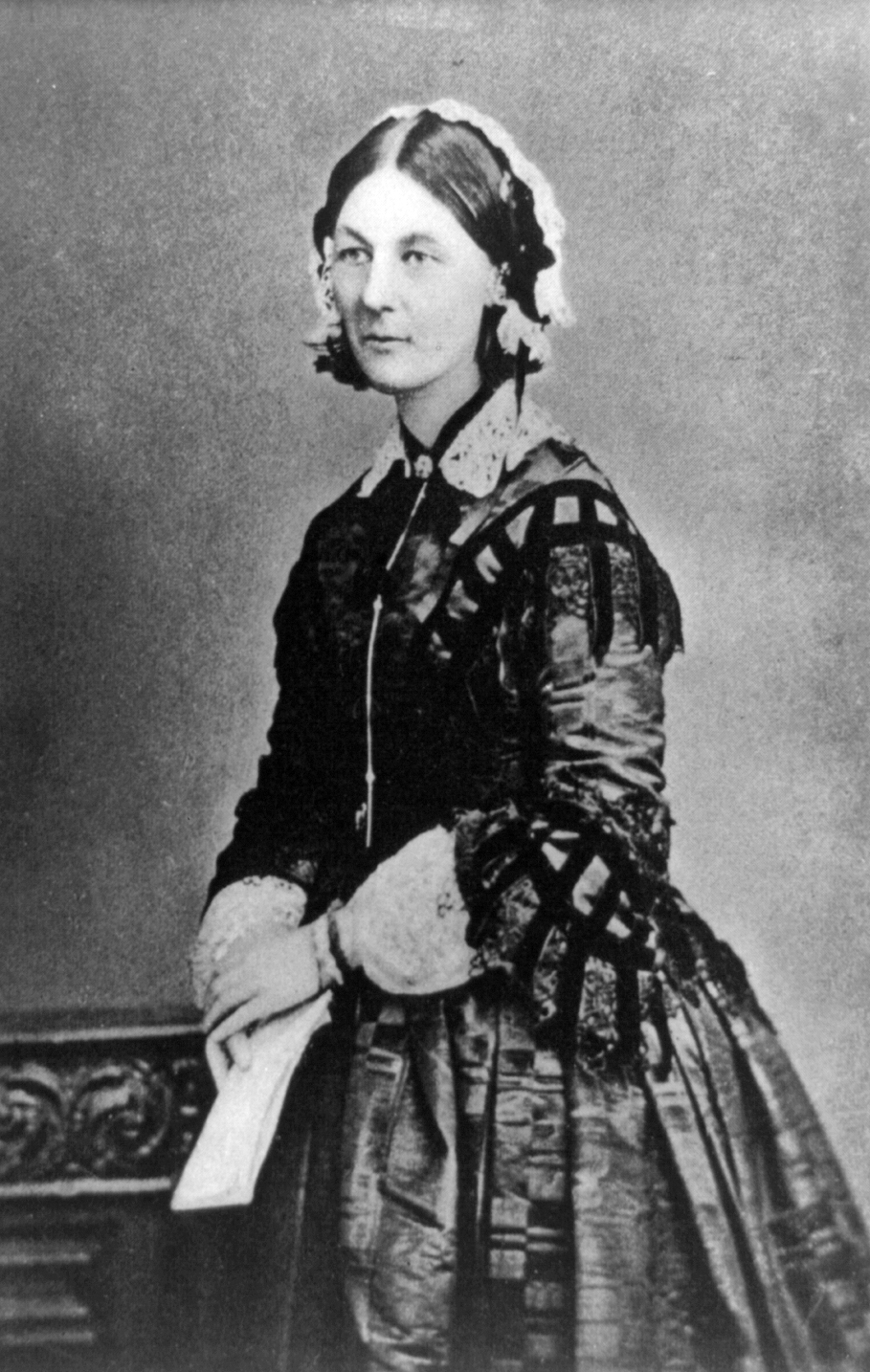
Florence Nightingale, "Người phụ nữ với ngọn đèn", người tiên phong của ngành điều dưỡng hiện đại

Điều dưỡng là một nghề nghiệp trong hệ thống y tế nhằm bảo vệ, nâng cao, tối ưu về sức khỏe và các khả năng; dự phòng bệnh và sang thương; xoa dịu nỗi đau qua chẩn đoán và điều trị đáp ứng con người; tăng cường chăm sóc các cá nhân, gia đình, cộng đồng và xã hội.
Ngày nay, điều dưỡng đã được công nhận là một nghề nghiệp độc lập, cùng cộng tác với các bác sĩ, dược sĩ, kỹ thuật viên và các thành phần trong hệ thống y tế để cung cấp dịch vụ chăm sóc sức khỏe cho cá nhân, gia đình, cộng đồng và xã hội, người làm nghề điều dưỡng gọi là điều dưỡng viên.

## Điều dưỡng là một nghề nghiệp
Ngày nay, điều dưỡng ở hầu hết các nước trên thế giới đều được công nhận là một nghề nghiệp độc lập, được bảo hộ bằng luật pháp, một số nước đã xây dựng luật hành nghề điều dưỡng. Người điều dưỡng có các quyền và trách nhiệm nghề nghiệp được quy định trong luật hành nghề, đây cũng là một công cụ để giám sát trách nhiệm của người điều dưỡng trước cộng đồng, xã hội. Do đó, để được làm việc trong nghề điều dưỡng thì người điều dưỡng cần phải có các giấy tờ hợp lệ được pháp luật thừa nhận, như bằng cấp hoặc ở một số nước là chứng chỉ hành nghề. Thông thường người có chứng chỉ hành nghề điều dưỡng phải định kỳ tham gia các kỳ sát hạch để đảm bảo người điều dưỡng luôn luôn cập nhật, nâng cao kỹ năng nghề nghiệp. 
Điều dưỡng đã xây dựng cho mình một hệ thống học thuyết khoa học phong phú áp dụng vào chăm sóc người bệnh, nghiên cứu khoa học và nâng cao chất lượng giáo dục nghề nghiệp. Bên cạnh đó hiệp hội điều dưỡng quốc tế ra đời đã thúc đẩy vị trí, vai trò nghề nghiệp của người điều dưỡng.

## Thực hành điều dưỡng
Thực hành điều dưỡng là các hoạt động cung cấp dịch vụ chăm sóc đến với "khách hàng" (hoặc người bệnh). Trong đó, người điều dưỡng xây dựng kế hoạch chăm sóc đối với từng người bệnh cụ thể bằng cách sử dụng quy trình điều dưỡng. Nó bao gồm nhiều bước dựa trên một quy trình khoa học ứng dụng các lý thuyết điều dưỡng, các kết quả của nghiên cứu khoa học trong lĩnh vực điều dưỡng và y học.

### Định nghĩa
Ngày nay, điều dưỡng đã xây dựng được một nền tảng khoa học vững chắc bao gồm nhiều học thuyết điều dưỡng, hệ thống lý luận làm nền tảng cho thực hành nghề nghiệp, và nhiều nghiên cứu khoa học được đăng tải trên rất nhiều tạp chí khoa học uy tín. Từ đó thuật ngữ Điều dưỡng đã được nhiều tác giả và các tổ chức khác nhau định nghĩa.
- Hội đồng điều dưỡng thế giới (International Council of Nurses)
- Hiệp hội điều dưỡng Hoa Kỳ (American Nurses Association)
Điều dưỡng là sự bảo vệ, nâng cao, tối ưu về sức khoẻ và các khả năng; dự phòng bệnh và sang thương; xoa dịu nỗi đau qua chẩn đoán và điều trị đáp ứng con người; tăng cường chăm sóc các cá nhân, gia đình, cộng đồng và xã hội.
- Trường điều dưỡng Hoàng gia Anh quốc (Royal College of Nursing UK)
- Virginia Avenel Henderson

### Các học thuyết điều dưỡng
Trong quá trình phát triển, các học thuyết gia đã không ngừng bổ sung hệ thống lý luận làm nền tảng khoa học cho ngành điều dưỡng. Có rất nhiều khái niệm, lý thuyết, học thuyết đã ra đời. Theo mức độ trừu tượng của các khái niệm trong lý thuyết nền tảng về điều dưỡng, học thuyết gia điều dưỡng hiện nay được chia làm 3 cấp độ, bao gồm nursing philosophy, nursing model, và nursing theory. Sau đây là một số tác giả của các học thuyết điều dưỡng được phân loại bởi Fawcett (2005) 

#### Triết lí điều dưỡng
- Nightingale's Philosophy of Nursing
- Watson's Philosophy of Nursing
- Benner's Philosophy of Nursing

#### Mô hình điều dưỡng
- Johnson's Behavioral System Model
- King's Conceptual System
- Levine's Conservation Model
- Neuman's Systems Model
- Orem's Conceptual Model
- Roger's Science of Unitary Human Beings
- Roy's Adaptation Model

#### Các học thuyết điều dưỡng
- Orlando's Theory of Nursing Process
- Modeling and Role-modeling Nursing Theory (Erickson, Tomlin, & Swain, 1983)
- Mercer's Theory of Becoming a Mother (Mercer's, 1986, 1995)
- Leininger's Theory of Culture Care Diversity and Universality
- Parse's Theory of Human Becoming
- Newman's Theory of Health as Expanding Consciousness

### Nơi làm việc của người điều dưỡng
Người điều dưỡng sau khi được công nhận có chức năng hành nghề có thể làm việc độc lập hoặc phối hợp với các thành phần khác trong hệ thống y tế để làm việc tại các bệnh viện, viện nghiên cứu, trường điều dưỡng, trung tâm điều dưỡng, trạm y tế, và các cơ sở y tế tư nhân có tư cách pháp nhân.

## Các chuyên ngành điều dưỡng
Cùng với sự phát triển của nền y học thế giới, ngày nay điều dưỡng cũng được phát triển thành các lĩnh vực chuyên môn theo từng lĩnh vực trong hệ thống y tế. Sự phát triển này nhằm đáp ứng nhu cầu điều trị và chăm sóc cho người bệnh theo từng lĩnh vực chuyên sâu. Song hành cùng các chuyên ngành trong hệ thống y tế thì tại các trường đào tạo cũng đã xây dựng những chương trình đào tạo riêng biệt để đáp ứng nhu cầu về nguồn nhân lực cho từng lĩnh vực đó. Hiện tại chương trình đào tạo điều dưỡng đa khoa là phổ biến nhất, sau khi người điều dưỡng tốt nghiệp chương trình này có thể tham gia các khóa học đào tạo chuyên môn cho từng lĩnh vực để trở thành các điều dưỡng chuyên ngành, như Điều dưỡng Răng hàm mặt, Điều dưỡng Gây mê hồi sức, điều dưỡng mắt...
Về học vị, điều dưỡng có Tiến sĩ điều dưỡng, thạc sĩ điều dưỡng, Điều dưỡng đại học, điều dưỡng cao đẳng, điều dưỡng trung cấp, điều dưỡng sơ cấp.